# Quilk
Quilk (auch Gwilk geschrieben) ist ein kleiner Ort im Ennstal in der Steiermark wie auch Ortschaft der Gemeinde Aigen im Ennstal im österreichischen Bezirk Liezen.

## Geographie
Die Rotte befindet sich auf 760 m ü. A. am Nordhang des Ennstals, genau südlich des Gemeindehauptorts, oberhalb der Ortschaft Lantschern und östlich von Schloss Pichlarn. Quilk liegt am Fuß des Erlsbergs (auch Gatschberg, 1630 m ü. A.), der der Ausläufer der Wölzer Tauern nach Norden ist.
Die Ortschaft umfasst etwa 25 Gebäude mit um die 50 Einwohnern, dazu gehört auch die Einzellage Posserer.

### Nachbarortschaften und -orte
| Lantschern | Niederdorf (Ortsch. Lantschern)             |           |
| Gatschen   | Kompassrose, die auf Nachbargemeinden zeigt | Vorberg   |
|            |                                             | Mitteregg |